# Čarče
Čarče (nemško Hafendorf) je naselje v Občini Velikovec v Okraju Velikovec na Koroškem v Avstriji.